# Drain commun
En électronique, un drain commun est un type d’amplificateur électronique utilisant un transistor à effet de champ. Ce montage est le pendant pour transistor à effet de champ du collecteur commun. Il est typiquement utilisé comme suiveur de tension (ou buffer).

## Caractéristiques

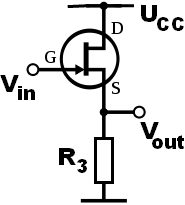
JFET représenté en amplificateur drain commun

Les caractéristiques petits signaux du montage en drain commun sont les suivantes :
Gain en tension
{\displaystyle {A_{\text{v}}}={V_{\text{out}} \over V_{\text{in}}}={\frac {g_{m}R_{3}}{g_{m}R_{3}+1}}\approx 1\qquad (g_{m}R_{3}\gg 1)}
{\displaystyle g_{m}\,} : la transconductance exprimée en siemens
Gain en courant
{\displaystyle {A_{\text{i}}}=\infty \,}
Impédance d'entrée
{\displaystyle r_{\text{in}}=\infty \,}
Impédance de sortie
{\displaystyle r_{\text{out}}=R_{3}\|{\frac {1}{g_{m}}}={\frac {\frac {R_{3}}{g_{m}}}{R_{3}+{\frac {1}{g_{m}}}}}={\frac {R_{3}}{g_{m}R_{3}+1}}\approx {\frac {1}{g_{m}}}\qquad (g_{m}R_{3}\gg 1)}
Les lignes parallèles {\displaystyle \|} indiquent que les grandeurs sont en parallèles.

## Étage amplificateur

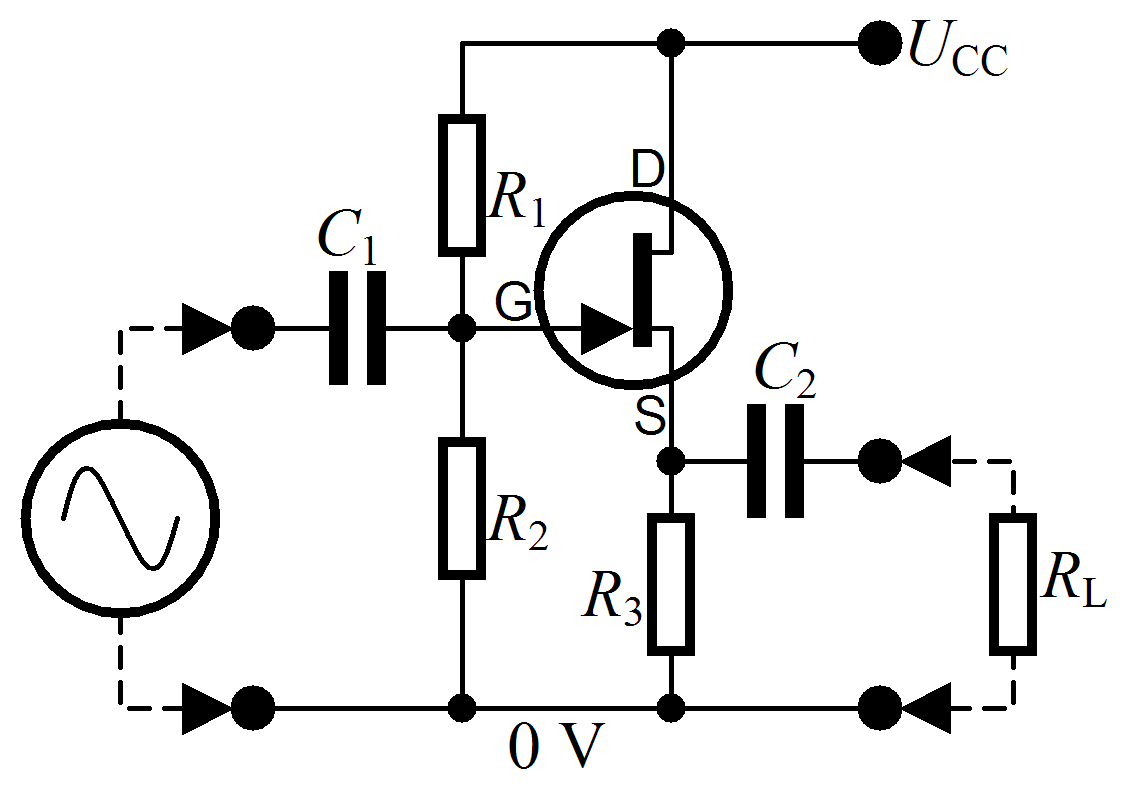
Schéma d'un étage amplificateur de type drain commun